# Philodicus danielsi
Philodicus danielsi là một loài ruồi trong họ Asilidae. Philodicus danielsi được Joseph & Parui miêu tả năm 1997. Loài này phân bố ở miền Ấn Độ - Mã Lai.